# Sanet y Negrals

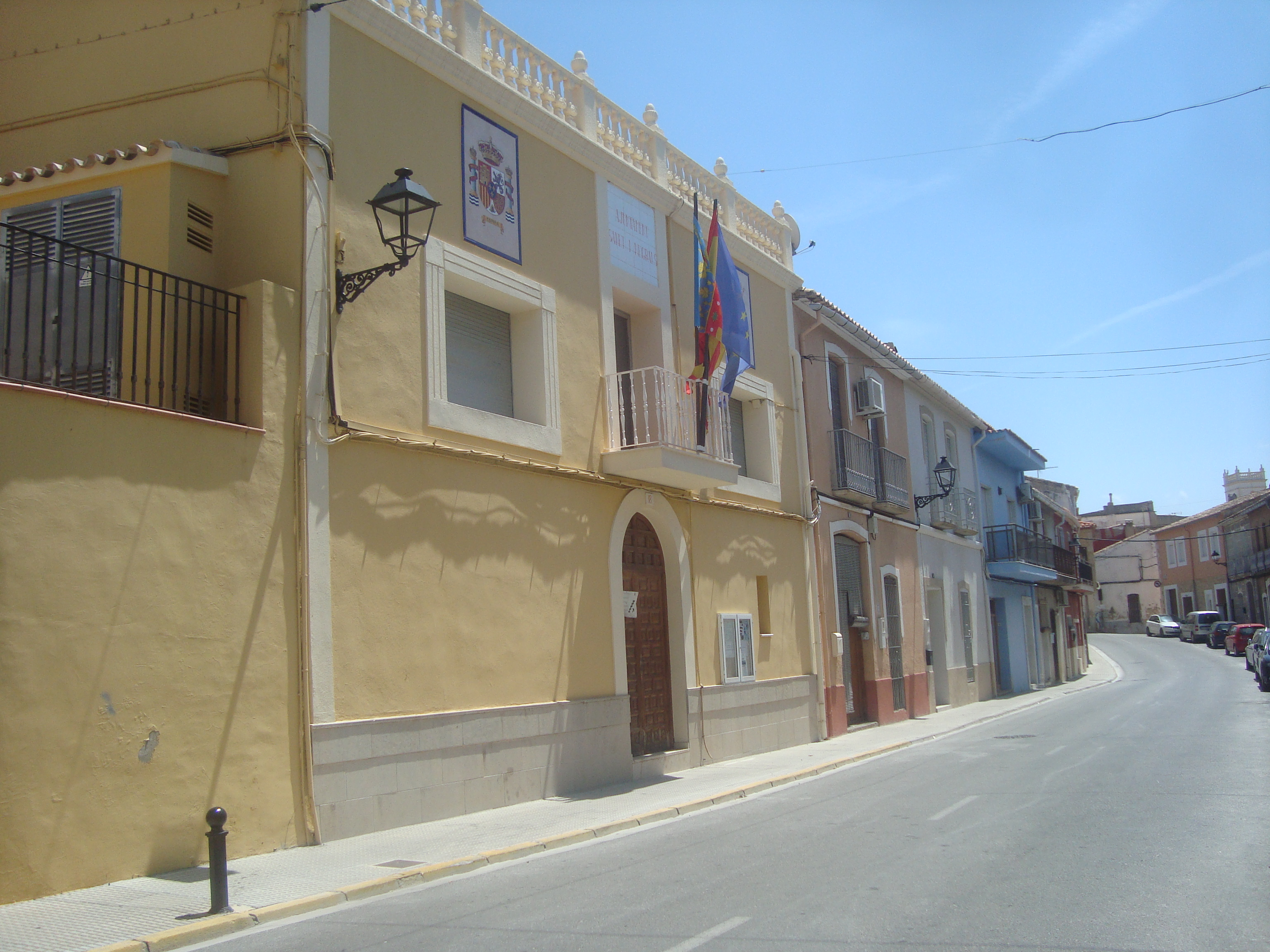
Sanet i Negrals (Alicante)

Sanet y Negrals è un comune spagnolo situato nella comunità autonoma Valenciana.